# 1122
سنة 1122 كانت سنة بسيطة تبدأ يوم الأحد (الرابط يظهر نموذج التقويم الكامل للسنة) من التقويم اليولياني.

## مواليد
- وان يان ليانغ

## وفيات
- ابن أبي الفرج الكناني